# 利里
利里（法語：Liry，法語發音：[liʁi]）是法国大東部大區阿登省的一个市镇，属于武济耶区。

## 地理
利里（49°18'27"N, 4°39'32"E）面积12.69 平方千米，位于法国大東部大區阿登省，该省份为法国北部内陆省份，西接埃纳省，南至马恩省，东临默兹省，北与比利时接壤。
与利里接壤的市镇（或旧市镇、城区）包括：欧尔、马尔沃-维约、蒙图瓦、蒙圣马丹、圣莫雷尔。

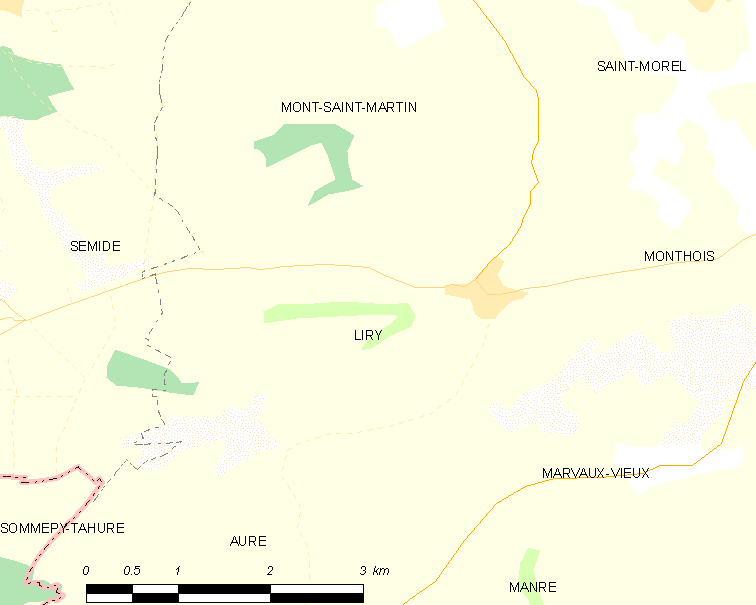
利里的OSM定位图

利里的时区为UTC+01:00、UTC+02:00（夏令时）。

## 行政
利里的邮政编码为08400，INSEE市镇编码为08256。

## 政治
利里所属的省级选区为阿蒂尼县。

## 人口

1962-2008年间利里人口变化图示

利里于2022年1月1日时的人口数量为89人。